# Guineische Volleyballnationalmannschaft der Männer
Die guineische Volleyballnationalmannschaft der Männer ist eine Auswahl der besten guineischen Spieler, die die Fédération Guinéenne de Volley-Ball bei internationalen Turnieren und Länderspielen repräsentiert. Im Oktober 2021 wurde die Mannschaft auf dem 20. Platz der kontinentalen Rangliste geführt.

## Geschichte

### Weltmeisterschaft
Bei der bislang einzigen Teilnahme an einer Volleyball-Weltmeisterschaft belegte Guinea 1970 den letzten von 24 Plätzen.

### Olympische Spiele
Guinea konnte sich bisher nicht für Olympische Spiele qualifizieren.

### Afrikameisterschaft
Bei der ersten Volleyball-Afrikameisterschaft wurden die Guineer 1967 Dritter. Anschließend konnten sie sich nicht mehr qualifizieren.

### World Cup
Am World Cup war Guinea bisher nicht beteiligt.

### Weltliga
Auch in der Weltliga hat Guinea noch nicht mitgespielt.